# Loxosomella cyatiformis
Loxosomella cyatiformis — вид внутрішньопорошицевих тварин родини Loxosomatidae. Описаний у 2018 році.

## Поширення
Вид поширений в Охотському морі на північному сході Тихого океану на глибині 3200-3600 м. Відкритий в ході німецько-російської експедиції SokhoBio на борту дослідницького судна «Академік Лаврентьєв» в липні — серпні 2015 року. Loxosomella cyatiformis виявлений на мушлі двостулкового молюска Catillopecten squamiformis.